# Marie-Emilie Maryon de Montanclos
Marie-Emilie Maryon de Montaclos eller Montanclos, född 1736, död 1812, var en fransk pjäsförfattare, journalist, och feminist. Hon kallades även Baronne de Prinzen eller Princen. 
Hon var 1774–1775 redaktör för Journal des Dames efter Catherine Michelle de Maisonneuve och förespråkade kvinnors rätt till utbildning och självständighet, parallellt med att också lyfta fram Rosseaus modersideal. Hon skrev en rad pjäser 1782–1804. Hon var antirojalist, och flera artiklar publicerade under franska revolutionen signerade Madame de M. tros vara av henne. 
Pjäser
- Le choix des fées (1782)
- Le fauteuil (1799)
- Robert le bossu (1799)
- Alison et Sylvain (1803)
- La Bonne maîtresse (1804)
- Oeuvres diverses (1791)